# Visoče, Tržič
Visoče este o localitate din comuna Tržič, Slovenia, cu o populație de 80 de locuitori.